# Poecilochaetus johnsoni
Poecilochaetus johnsoni är en ringmaskart som beskrevs av Hartman 1939. Poecilochaetus johnsoni ingår i släktet Poecilochaetus och familjen Poecilochaetidae. Inga underarter finns listade i Catalogue of Life.